# 津軽寿世
津軽 寿世（つがる ひさよ、旧字体：津軽 壽世）は、江戸時代中期の陸奥国弘前藩分家・黒石領（4000石）4代当主。

## 略歴
弘前藩4代藩主・津軽信政の五男として誕生した。
正徳4年（1714年）7月12日、大身旗本で一門の津軽政兕の婿養子となった。同年12月28日、7代将軍・徳川家継に御目見した
。享保19年（1734年）6月21日、当主となった。
家の慣例により、宗家弘前藩主（当時は実兄で5代藩主の津軽信寿（信壽））から偏諱（「寿（壽）」の字）を受けて寿世（壽世）と名乗った。
元文4年（1739年）8月15日、館林城の在番を命じられた。
宝暦4年（1754年）12月10日、隠居し、長男の著高に家督を譲った。隠居後、泰翁と号した。

## 系譜
父母
- 津軽信政（実父）
- 不卯姫 ー 増山正利の娘（実母）
- 津軽政兕（養父）

正室
- 綾姫 ー 津軽政兕の娘

子女
- 津軽著高（長男）生母は綾姫（せ）
- 津軽朝儀[1]
- 伊達為清[2]
- 黒石尚央
- 今大路寿国室